# Erik Rajohnson
Erik Rajohnson (ur. 4 lutego 1985 w Charkowie) – madagaskarski pływak.

## Dzieciństwo
Urodził się w Charkowie, gdzie jego rodzice – Madagaskarczyk i Czeszka poznali się na studiach. Na początku kariery reprezentował Czechy. Gdy dostał się do seniorskiej reprezentacji tego kraju otrzymał propozycję reprezentowania kraju pochodzenia swojego ojca, którą przyjął z powodu mniejszej konkurencji i większych szans na występ na igrzyskach olimpijskich.

## Kariera
W 2004 planował wystąpić na igrzyskach olimpijskich, ale nie udało mu się to, gdyż musiały upłynąć 3 lata od reprezentowania poprzedniego kraju.
W 2005 wystartował na mistrzostwach świata, na których wystąpił na 50 m stylem grzbietowym, klasycznym i motylkowym oraz na 200 m stylem dowolnym. W stylu grzbietowym zajął 50. miejsce z czasem 29,92 s, w stylu klasycznym był 72. z czasem 31,62 s, w stylu motylkowym uplasował się na 72. pozycji z czasem 26,67 s, a na 200 m stylem dowolnym zajął 91. miejsce z czasem 2:05,95 s.
Na mistrzostwach świata w 2007 był 73. na 50 m stylem grzbietowym z czasem 29,92 s, 81. na 50 m stylem klasycznym z czasem 31,96 s, 83. na 100 m tym samym stylem z czasem 1:09,01 s, 92. na 50 m stylem motylkowym z czasem 26,68 s, 95. na 100 m tym samym stylem z czasem 1:00,65 s i 63. na 200 m stylem zmiennym z czasem 2:20,78 s.
W 2008 wziął udział w igrzyskach olimpijskich, na których wystartował na 100 m stylem klasycznym. Odpadł w pierwszej rundzie zajmując 5. miejsce w swoim wyścigu eliminacyjnym z czasem 1:08,42 s. W klasyfikacji końcowej uplasował się na 59. pozycji.
W 2009 ponownie wystąpił na mistrzostwach świata. Był 149. na 50 m stylem dowolnym z czasem 25,56 s, 90. na 50 m stylem grzbietowym z czasem 28,90 s, 97. na 50 m stylem klasycznym z czasem 30,64 s, 103. na 100 m stylem klasycznym z czasem 1:08,09 s i 127. na 50 m stylem motylkowym z czasem 26,35 s.
W 2010 wziął udział w mistrzostwach świata w pływaniu na krótkim basenie. Był 91. na 50 m stylem dowolnym z czasem 25,39 s, 61. na 50 m stylem klasycznym z czasem 30,97 s, 70. na 100 m tym samym stylem z czasem 1:07,19 s i 73. na 50 m stylem motylkowym z czasem 26,70 s.
Ukończył Sportovní gymnázium Dany a Emila Zátopkových w Ostrawie. Studiował filologię francuską na Uniwersytecie Ostrawskim.